# Zastava (Waffenfabrik)

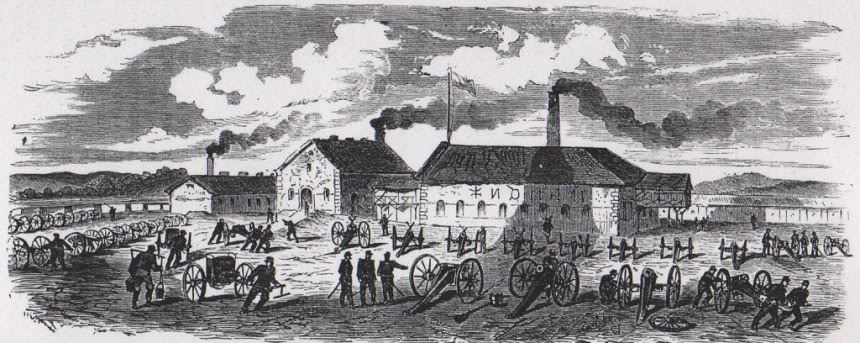
Illustration des Fabrikgeländes um 1856

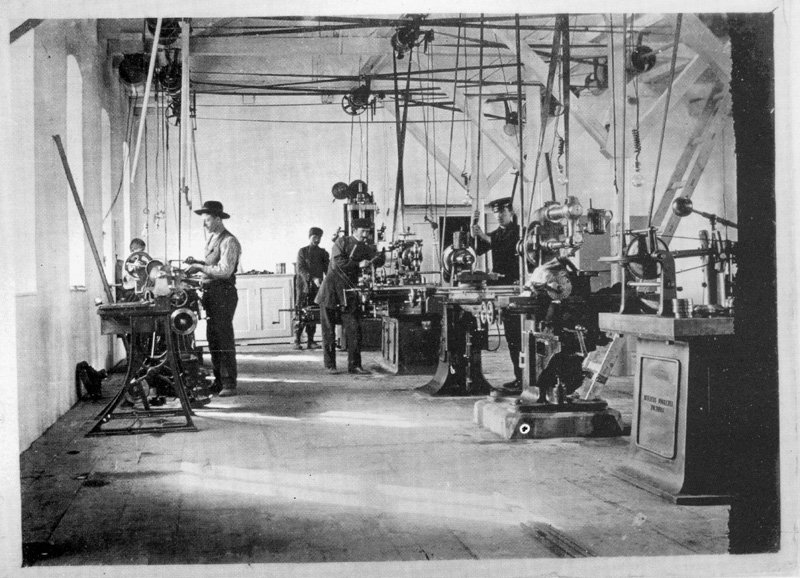
Die Werkstatt um 1910

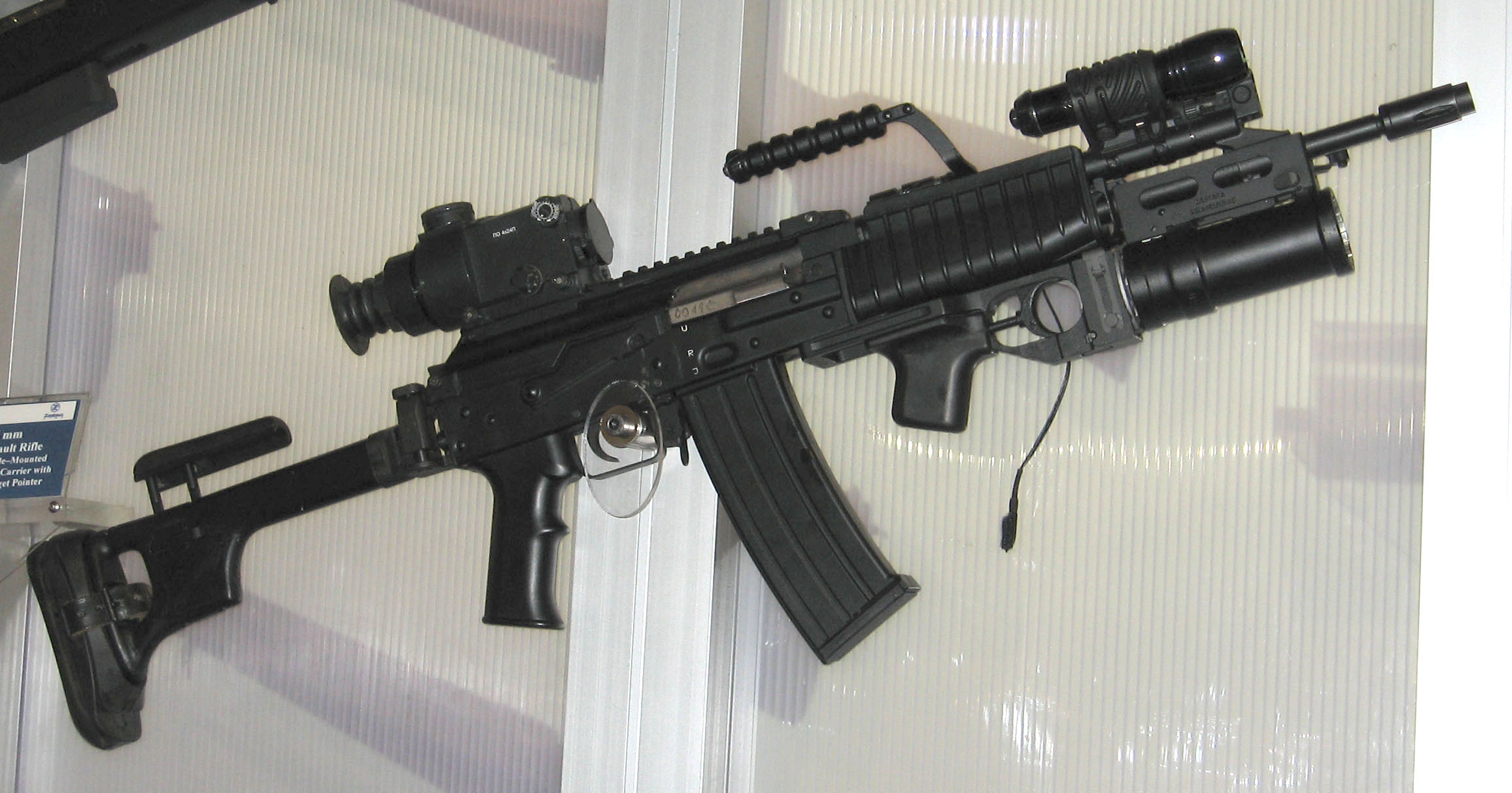
Zastava M21 5,56 × 45 mm NATO Sturmgewehr auf technischer Basis einer sowjetischen AK-47

Die Zastava Oružje AD (serbisch-kyrillisch Застава Оружје АД, international auch Zastava Arms; Aussprache: Saßtawa, stimmhaftes 'S' im Anlaut) ist ein 1853 gegründetes serbisches Rüstungsunternehmen mit Sitz in Kragujevac, zirka 140 Kilometer südöstlich von Belgrad. Das Unternehmen ist der wichtigste Handfeuerwaffenlieferant der serbischen Streitkräfte und der Polizei und zugleich der führende Schusswaffenhersteller Serbiens.
Der größte Teil der Produktion von Pistolen, Sturmgewehren und Scharfschützengewehren, insbesondere von Lizenznachbauten und Weiterentwicklungen der russischen AK-47, wird in den Werkshallen in Kragujevac hergestellt. Der Export der Waffen wird über das staatliche Unternehmen Yugoimport SDPR abgewickelt.

## Produkte

### Pistolen
- M 57 (7,62 × 25 mm)[2]
- M 60
- M 67 (7,65 × 17 mm HR und 9 × 17 mm)[2]
- M 70(d), (auch M 65) (9 × 19 mm)[2]
- M 70 (7,65 × 17 mm HR), M 70(k) (9 × 17 mm)
- M 99 (9 × 19 mm. 45 ACP. 40 S&W)

### Gewehre/Karabiner
- Zastava M48 Nachbau des Karabiners 98k in 7,92 × 57 mm
- Zastava M69 Scharfschützenversion des M48 (7,92 × 57 mm)
- Zastava M93 Scharfschützengewehr / Anti-materiel rifle (12,7 × 99 mm NATO oder 12,7 × 108 mm.)
- Zastava M07 Scharfschützengewehr (7,62 × 51 mm)

### Selbstladegewehre
- Zastava M76 (7,92 × 57 mm, 7,62 × 54 mm R, 7,62 × 51 mm)
- Zastava M91 Weiterentwicklung des M76 (7,62 × 54 mm R)

### Selbstladekarabiner
- Zastava M59 / M59/66 A1 Lizenzbau des Simonow SKS-45 (7,62 × 39 mm)

### Sturmgewehre
- Zastava M70 (7,62 × 39 mm)
- Zastava M77B1 (7,62 × 51 mm NATO); Zastava M80 (5,56 × 45 mm NATO)[3]
- Zastava M85/M90
- Zastava M21

### Maschinenpistolen
- Zastava M49, Zastava M49/57 (7,62 × 25 mm)
- Zastava M56 (7,62 × 25 mm)
- Zastava M61(j) (7,65 × 17 mm HR) Lizenzversion der Skorpion 61[4]

### Maschinengewehre
- Zastava M53 Nachbau des MG 42 (7,92 × 57 mm)
- Zastava M72 Lizenzbau des RPK (7,62 × 39 mm)
- Zastava M77 lMG auf Basis des RPK / Zastava M77B1 (7,62 × 51 mm), Zastava M82 (5,56 × 45 mm)
- Zastava M84 Lizenzbau des Kalaschnikow PK (7,62 × 54 mm R)[5][6]
- Zastava M86 Lizenzbau des Kalaschnikow PKT (7,62 × 54 mm R)[7]

### Granatwerfer
- BGA 30, Lizenz des sowjetischen AGS-17

### Maschinenkanonen
- R20/3-mm, dreiläufige Flugabwehrkanone mit Feuerleitgerät J171
- 20/1-mm-M75, Maschinenkanone für Infanterieeinheiten
- 20/4-mm-M57 A4, vierläufige Flugabwehrkanone
- 20/3-mm-M55, dreiläufige Flugabwehrkanone, die mehrmals modifiziert wurde